# Ryssland i olympiska sommarspelen 2004
Ryssland deltog i de Olympiska sommarspelen 2004 med en trupp bestående av 446 deltagare, 244 män och 202 kvinnor, och de vann totalt 90 medaljer (näst bästa nation), varav 28 guldmedaljer (tredje bäst).

## Badminton
| Nikolaj Zuyev Marina Yakusheva | Mixeddubbel |  | Nugroho (INA) Widiowati (INA) L 15-12, 7-15, 5-15 | Gick inte vidare | Gick inte vidare | Gick inte vidare | Gick inte vidare | Gick inte vidare | Gick inte vidare |

## Basket
Damer
Gruppspel
| Lag        | Vinster | Förluster | Poäng | Första Tiebreaker Särskiljning av lika lag |
| ---------- | ------- | --------- | ----- | ------------------------------------------ |
| Australien | 5       | 0         | 10    |                                            |
| Ryssland   | 4       | 1         | 9     |                                            |
| Brasilien  | 3       | 2         | 8     |                                            |
| Grekland   | 2       | 3         | 7     |                                            |
| Japan      | 1       | 4         | 6     |                                            |
| Nigeria    | 0       | 5         | 5     | 0-1                                        |

| 14 augusti 20:00 |                                                                   | Grekland | 62–69                                                              | Ryssland |  | Olympic Indoor Hall, Aten Publik: 1 488 Domare: Sean Corbin (USA) Alejandro Chiti (Argentina) |
| 14 augusti 20:00 | Resultat efter kvart: 16–12, 18–19, 9–25, 19–13                   |          |                                                                    |          |  | Olympic Indoor Hall, Aten Publik: 1 488 Domare: Sean Corbin (USA) Alejandro Chiti (Argentina) |
| 14 augusti 20:00 | Pts: Kostaki 17 Rebs: Kligkopoulou, Samoroukova 7 Asts: Kostaki 5 |          | Pts: Baranova 16 Rebs: Baranova 12 Asts: Archipova, Rachmatulina 2 |          |  | Olympic Indoor Hall, Aten Publik: 1 488 Domare: Sean Corbin (USA) Alejandro Chiti (Argentina) |

| 16 augusti 22:15 |                                                               | Ryssland | 56–75                                                    | Australien |  | Olympic Indoor Hall, Aten Publik: 2 430 Domare: Reynaldo Mercedes Sanchez (Dom. republiken) Nancy Ethier (Kanada) |
| 16 augusti 22:15 | Resultat efter kvart: 12–21, 21–15, 15–16, 8–23               |          |                                                          |            |  | Olympic Indoor Hall, Aten Publik: 2 430 Domare: Reynaldo Mercedes Sanchez (Dom. republiken) Nancy Ethier (Kanada) |
| 16 augusti 22:15 | Pts: Korstin 12 Rebs: Korstin 9 Asts: Osipova, Rachmatulina 3 |          | Pts: Taylor 26 Rebs: Jackson, Taylor 10 Asts: Harrower 4 |            |  | Olympic Indoor Hall, Aten Publik: 2 430 Domare: Reynaldo Mercedes Sanchez (Dom. republiken) Nancy Ethier (Kanada) |

| 18 augusti 20:00 |                                                  | Brasilien | 67–77                                                 | Ryssland |  | Olympic Indoor Hall, Aten Publik: 1 350 Domare: Jose Carrión (Puerto Rico) Chantal Julien (Frankrike) |
| 18 augusti 20:00 | Resultat efter kvart: 17–21, 11–25, 20–17, 19–14 |           |                                                       |          |  | Olympic Indoor Hall, Aten Publik: 1 350 Domare: Jose Carrión (Puerto Rico) Chantal Julien (Frankrike) |
| 18 augusti 20:00 | Pts: Arcain 19 Rebs: Oliveira 8 Asts: Luz 5      |           | Pts: Archipova 20 Rebs: Stepanova 9 Asts: Archipova 3 |          |  | Olympic Indoor Hall, Aten Publik: 1 350 Domare: Jose Carrión (Puerto Rico) Chantal Julien (Frankrike) |

| 20 augusti 9:00 |                                                         | Ryssland | 94–71                                                       | Japan |  | Olympic Indoor Hall, Aten Publik: 185 Domare: Abdelillah Chlif (Marocko) Kim Ja Ok (Sydkorea) |
| 20 augusti 9:00 | Resultat efter kvart: 29–21, 21–15, 24–15, 20–20        |          |                                                             |       |  | Olympic Indoor Hall, Aten Publik: 185 Domare: Abdelillah Chlif (Marocko) Kim Ja Ok (Sydkorea) |
| 20 augusti 9:00 | Pts: Baranova 22 Rebs: Stepanova 12 Asts: Sjtjegoleva 3 |          | Pts: Hamaguchi 14 Rebs: Yabuuchi 4 Asts: Oyama, Tachikawa 2 |       |  | Olympic Indoor Hall, Aten Publik: 185 Domare: Abdelillah Chlif (Marocko) Kim Ja Ok (Sydkorea) |

| 22 augusti 11:15 |                                                     | Nigeria | 58–93                                                               | Ryssland |  | Helliniko Indoor Arena, Aten Publik: 382 Domare: Dallas Pickering (Nya Zeeland) Shoko Suguro (Japan) |
| 22 augusti 11:15 | Resultat efter kvart: 14–23, 17–20, 15–21, 12–29    |         |                                                                     |          |  | Helliniko Indoor Arena, Aten Publik: 382 Domare: Dallas Pickering (Nya Zeeland) Shoko Suguro (Japan) |
| 22 augusti 11:15 | Pts: Udoka 19 Rebs: Mohammed 8 Asts: Akiode, Umoh 3 |         | Pts: Rachmatulina 15 Rebs: Baranova 8 Asts: Karpova, Rachmatulina 3 |          |  | Helliniko Indoor Arena, Aten Publik: 382 Domare: Dallas Pickering (Nya Zeeland) Shoko Suguro (Japan) |

Slutspel
|  | Kvartsfinaler | Kvartsfinaler |            |     | Semifinaler  | Semifinaler |            |            | Final       | Final |
|  | 0             | 0             | 0          | 0   | 0            | 0           | 0          | 0          | 0           | 0     |
|  |               |               | 0          | 0   |              |             | 0          | 0          |             |       |
|  |               |               | 0          | 0   |              |             | 0          | 0          |             |       |
|  | 0 Australien  | 094           | 0          | 0   |              |             | 0          | 0          |             |       |
|  | 0 Australien  | 094           | 0          | 0   |              |             | 0          | 0          |             |       |
|  | 0 Nya Zeeland | 055           | 0          | 0   |              |             | 0          | 0          |             |       |
|  | 0 Nya Zeeland | 055           | 0          | 0   | 0 Australien | 088         | 0          | 0          |             |       |
|  |               |               | 0          | 0   | 0 Australien | 088         | 0          | 0          |             |       |
|  | 0             | 0 Brasilien   | 0          | 075 | 0            |             |            | 0          |             |       |
|  | 0             | 0 Brasilien   | 0          | 075 | 0            | 0 Brasilien | 067        | 0          |             |       |
|  | 0             |               |            |     |              | 0 Brasilien | 067        | 0          |             |       |
|  | 0             | 0 Spanien     | 064        | 0   |              |             |            | 0          |             |       |
|  | 0             | 0 Spanien     | 064        | 0   | 0 Australien | 063         |            | 0          |             |       |
|  | 0             |               |            | 0   | 0 Australien | 063         |            | 0          |             |       |
|  | 0             | 0             | 0 USA      | 0   | 074          |             |            |            |             |       |
|  | 0             | 0             | 0 USA      | 0   | 074          | 0 USA       | 0100       |            |             |       |
|  | 0             | 0             |            |     |              |             | 0100       |            |             |       |
|  | 0             | 0             | 0 Grekland | 072 | 0            |             |            |            |             |       |
|  | 0             | 0             | 0 Grekland | 072 | 0            | 0 USA       | 066        | Bronsmatch | Bronsmatch  |       |
|  | 0             | 0             |            |     | 0            | 0 USA       | 066        | Bronsmatch | Bronsmatch  |       |
|  | 0             | 0             | 0 Ryssland | 062 | 0            | 0           |            |            |             |       |
|  | 0             | 0             | 0 Ryssland | 062 | 0            | 0           | 0 Ryssland | 070        | 0 Brasilien | 062   |
|  | 0             | 0             |            |     | 0            | 0           | 0 Ryssland | 070        | 0 Brasilien | 062   |
|  | 0             | 0             | 0 Tjeckien | 049 | 0            | 0           | 0 Ryssland | 071        |             |       |
|  | 0             | 0             | 0 Tjeckien | 049 | 0            | 0           | 0 Ryssland | 071        |             |       |
|  |               |               |            |     |              |             |            |            |             |       |
|  |               |               |            |     |              |             |            |            |             |       |

## Bordtennis
| Idrottare                     | Gren       | Omgång 1             | Omgång 2                         | Omgång 3                           | Omgång 4                       | Kvartsfinaler                 | Semifinaler                 | Final                                     |
| Idrottare                     | Gren       | Motståndare Resultat | Motståndare Resultat             | Motståndare Resultat               | Motståndare Resultat           | Motståndare Resultat          | Motståndare Resultat        | Motståndare Resultat                      |
| ----------------------------- | ---------- | -------------------- | -------------------------------- | ---------------------------------- | ------------------------------ | ----------------------------- | --------------------------- | ----------------------------------------- |
| Oksana Fadeyeva               | Damsingel  | Wu (DOM) L 1-4       | Gick inte vidare                 | Gick inte vidare                   | Gick inte vidare               | Gick inte vidare              | Gick inte vidare            | Gick inte vidare                          |
| Svetlana Ganina               | Damsingel  |                      | Negrisoli (ITA) W 4-2            | Paŭlovitj (BLR) (16) L 2-4         | Gick inte vidare               | Gick inte vidare              | Gick inte vidare            | Gick inte vidare                          |
| Oksana Fadeyeva Galina Melnik | Damdubbel  |                      | Edem (NGR) Offiong (NGR) W 4-3   | Lau (HKG) Lin (HKG) L 2-4          | Gick inte vidare               | Gick inte vidare              | Gick inte vidare            | Gick inte vidare                          |
| Svetlana Ganina Irina Palina  | Damdubbel  |                      |                                  | Cada (CAN) Roussy (CAN) W 4-0      | Song (HKG) Tie (HKG) (5) L 0-4 | Gick inte vidare              | Gick inte vidare            | Gick inte vidare                          |
| Alexei Smirnov                | Herrsingel |                      | Lin (DOM) L 1-4                  | Gick inte vidare                   | Gick inte vidare               | Gick inte vidare              | Gick inte vidare            | Gick inte vidare                          |
| Dmitri Mazunov Alexei Smirnov | Herrdubbel |                      | Korbel (CZE) Vyborny (CZE) W 4-1 | Cheung (HKG) Leung (HKG) (5) W 4-0 |                                | Lee (KOR) Ryu (KOR) (4) W 4-1 | Ko (HKG) Li (HKG) (2) L 2-4 | Bronsmatch Maze (DEN) Tugwell (DEN) L 2-4 |

## Boxning
| Idrottare             | Gren            | Sextondelsfinaler      | Åttondelsfinaler           | Kvartsfinaler               | Semifinaler                   | Final                  | Final            |
| Idrottare             | Gren            | Motståndare Resultat   | Motståndare Resultat       | Motståndare Resultat        | Motståndare Resultat          | Motståndare Resultat   | Placering        |
| --------------------- | --------------- | ---------------------- | -------------------------- | --------------------------- | ----------------------------- | ---------------------- | ---------------- |
| Sergej Kazakov        | Lätt flugvikt   | Calero (ECU) W 20-8    | Castañeda (MEX) W 41-16    | Jermia (NAM) W 18-11        | Yalçınkaya (TUR) L 20-26      | Gick inte vidare       |                  |
| Georgij Balaksjin     | Flugvikt        | Soltani (ALG) W 26-15  | Rakhimzhanov (KAZ) W 29-20 | Gamboa (CUB) L 18-26        | Gick inte vidare              | Gick inte vidare       | Gick inte vidare |
| Gennady Kovalev       | Bantamvikt      |                        | Bouziane (ALG) W 23-20     | Rigondeaux (CUB) L 5-20     | Gick inte vidare              | Gick inte vidare       | Gick inte vidare |
| Aleksej Tisjtjenko    | Fjädervikt      | Belkheir (ALG) W 37-17 | İmranov (AZE) W RSCI       | Jafarov (KAZ) W 36-26       | Jo (KOR) W 45-25              | Kim (PRK) W 39-17      |                  |
| Murat Chratjov        | Lättvikt        | Chen (CHN) W 40-29     | Little (AUS) W RSCOS       | Rukundo (UGA) W 31-18       | Kindelán (CUB) L 10-20        | Gick inte vidare       |                  |
| Aleksandr Maletin     | Lätt weltervikt | Khoulef (EGY) W RSCOS  | Blain (FRA) L 20-28        | Gick inte vidare            | Gick inte vidare              | Gick inte vidare       | Gick inte vidare |
| Oleg Sajtov           | Weltervikt      | Miloud (MAR) W 30-15   | Hikal (EGY) W 18-17        | Husanov (UZB) W 22-14       | Artajev (KAZ) L 18-20         | Gick inte vidare       |                  |
| Gajdarbek Gajdarbekov | Mellanvikt      | Camat (PHI) W 35-13    | Abdurahmonov (UZB) W 33-19 | N'Dam N'Jikam (CMR) W 26-13 | Prasathinphimai (THA) W 24-18 | Golovkin (KAZ) W 28-18 |                  |
| Evgeny Makarenko      | Lätt tungvikt   |                        | Hernández (CUB) W 30-18    | Ward (USA) L 16-23          | Gick inte vidare              | Gick inte vidare       | Gick inte vidare |
| Alexander Alexeev     | Tungvikt        |                        | Solís (CUB) L 21-24        | Gick inte vidare            | Gick inte vidare              | Gick inte vidare       | Gick inte vidare |
| Aleksandr Povetkin    | Supertungvikt   |                        | Rozhnov (BUL) W RSCOS      | Dildäbekov (KAZ) W 31-15    | Cammarelle (ITA) W 31-19      | Aly (EGY) W W/O        |                  |

## Brottning
Herrarnas fristil
| Idrottare                 | Gren   | Första omgången                                       | Kvartsfinaler        | Semifinaler            | Final                                 |    |
| Idrottare                 | Gren   | Motståndare Resultat                                  | Motståndare Resultat | Motståndare Resultat   | Motståndare Resultat                  |    |
| ------------------------- | ------ | ----------------------------------------------------- | -------------------- | ---------------------- | ------------------------------------- | -- |
| Mavlet Batirov            | 55 kg  | Mansurov (UZB) W 3-1 Rahmati (AFG) W 4-0              | Zacharuk (UKR) W 3-0 | Karntanov (GRE) W 3-1  | Abas (USA) W 3-1                      |    |
| Murad Umachanov           | 60 kg  | Odabaşı (TUR) W 3-1 Sissaouri (CAN) L 1-3             | Gick inte vidare     | Gick inte vidare       | Gick inte vidare                      | 10 |
| Machatj Murtazalijev      | 66 kg  | Dabir (IRI) W 3-1 Tavkazakhov (UZB) W 3-1             | Çubukçu (TUR) W 3-0  | Kelly (USA) L 1-3      | Bronsmatch Spiridonov (KAZ) W 3-1     |    |
| Buvajsar Sajtijev         | 74 kg  | Ritter (HUN) W 3-1 Bentinidis (GRE) W 3-1             | Gajdarov (BLR) W 3-1 | Brzozowski (POL) W 3-0 | Lalijev (KAZ) W 3-0                   |    |
| Sazjid Sazjidov           | 84 kg  | Sène (SEN) W 4-0 Ghiţă (ROU) W 4-0 Alijev (TJK) W 3-0 |                      | Moon (KOR) L 1-3       | Bronsmatch Romero (CUB) W 3-1         |    |
| Chadzjimurat Gatsalov     | 96 kg  | Scherrer (SUI) W 3-1 Tasojev (UKR) W 3-0              | Sjemarov (BLR) W 3-0 | Cormier (USA) W 3-1    | Ibragimov (UZB) W 3-1                 |    |
| Kuramagomed Kuramagomedov | 120 kg | Aubéli (HUN) W 3-0 Modebadze (GEO) W 3-0              | Tajmazov (UZB) L 1-3 | Gick inte vidare       | 5-6 place final Rodríguez (CUB) L 0-3 | 6  |

Damernas fristil
| Idrottare         | Gren  | Första omgången                                       | Semifinaler                                    | Final                                |   |
| Idrottare         | Gren  | Motståndare Resultat                                  | Motståndare Resultat                           | Motståndare Resultat                 |   |
| ----------------- | ----- | ----------------------------------------------------- | ---------------------------------------------- | ------------------------------------ | - |
| Lorisa Oorzjak    | 48 kg | Caripa (VEN) W 3-0 Miranda (USA) L 1-3 Li (CHN) W 3-1 | 5-8:e plats semifinal Karamtjakova (TJK) W 4-0 | 5-6:e plats final Wagner (GER) W 3-1 | 5 |
| Olga Smirnova     | 55 kg | O'Donnell (USA) L 0-4 Verbeek (CAN) L 1-4             | Gick inte vidare                               | Gick inte vidare                     | 9 |
| Aljona Kartasjova | 63 kg | Holovtjenko (UKR) W 3-0 Icho (JPN) L 0-3              | 5-8:e palts semifinal Chilko (BLR) L 1-3       | Gick inte vidare                     | 8 |
| Gjuzel Manjurova  | 72 kg | Gastl (AUT) W 3-1 Schätzle (GER) W 4-0                | Sajenko (UKR) W 4-0                            | Wang (CHN) L 1-3                     |   |

Grekisk-romersk
| Idrottare            | Gren   | Första omgången                                                   | Kvartsfinaler             | Semifinaler                | Final                           |   |
| Idrottare            | Gren   | Motståndare Resultat                                              | Motståndare Resultat      | Motståndare Resultat       | Motståndare Resultat            |   |
| -------------------- | ------ | ----------------------------------------------------------------- | ------------------------- | -------------------------- | ------------------------------- | - |
| Gejdar Mamedalijev   | 55 kg  | Khatri (IND) W 3-0 Jabłoński (POL) W 3-0                          | Im (KOR) W 3-0            | Kiouregkian (GRE) W 3-1    | Majoros (HUN) L 1-3             |   |
| Alexej Sjevtsov      | 60 kg  | Ai (CHN) W 3-1 Kohl (GER) W 3-0                                   | Qojzjajghanov (KAZ) W 3-1 | Monzón (CUB) L 1-3         | Bronsmatch Nazarjan (BUL) L 1-3 | 4 |
| Maksim Semenov       | 66 kg  | Galustian (ARM) L 1-3 Samuelsson (SWE) W 3-1                      | Gick inte vidare          | Gick inte vidare           | Gick inte vidare                | 9 |
| Varteres Samurgasjev | 74 kg  | Sjatskych (UKR) W 3-0 Babulfath (SWE) W 3-0 Schneider (GER) W 3-1 |                           | Dochturisjvili (UZB) L 1-3 | Bronsmatch Bucher (SUI) W 4-0   |   |
| Aleksej Misjin       | 84 kg  | Tsitsiashvili (ISR) W 3-0 Noumonvi (FRA) W 3-0                    | Avramis (GRE) W 3-1       | Makaranka (BLR) W 3-0      | Abrahamian (SWE) W 3-1          |   |
| Gogi Koguasjvili     | 96 kg  | Lidberg (SWE) W 3-1 Lisjtvan (BLR) W 3-0                          | Nozadze (GEO) L 0-3       | Gick inte vidare           | Gick inte vidare                | 6 |
| Chasan Barojev       | 120 kg | Vála (CZE) W 3-0 Tjechaŭskaj (BLR) W 3-0                          | López (CUB) W 3-0         | Barzi (IRI) W 3-0          | Tsurtsumia (KAZ) W 3-1          |   |

## Bågskytte
Herrar
| Idrottare              | Gren         | Rankningsomgång | Rankningsomgång | 32-delsfinaler                     | Sextondelsfinaler              | Åttondelsfinaler          | Kvartsfinaler        | Semifinaler          | Final                | Final     |
| Idrottare              | Gren         | Poäng           | Seed            | Motståndare Resultat               | Motståndare Resultat           | Motståndare Resultat      | Motståndare Resultat | Motståndare Resultat | Motståndare Resultat | Placering |
| ---------------------- | ------------ | --------------- | --------------- | ---------------------------------- | ------------------------------ | ------------------------- | -------------------- | -------------------- | -------------------- | --------- |
| Dmitry Nevmerzhitsky   | Individuellt | 639             | 44              | Frankenberg (GER) (21) L 135-140   | Gick inte vidare               | Gick inte vidare          | Gick inte vidare     | Gick inte vidare     | Gick inte vidare     | 53        |
| Balzhinima Tsyrempilov | Individuellt | 668             | 7               | Kalogiannidis (GRE) (58) W 148-133 | Andersson (SWE) (26) W 162-160 | Chen (TPE) (10) L 161-169 | Gick inte vidare     | Gick inte vidare     | Gick inte vidare     | 14        |

Damer
| Idrottare                                            | Gren         | Rankningsomgång | Rankningsomgång | 32-delsfinaler                    | Sextondelsfinaler          | Åttondelsfinaler        | Kvartsfinaler        | Semifinaler          | Final                | Final     |
| Idrottare                                            | Gren         | Poäng           | Seed            | Motståndare Resultat              | Motståndare Resultat       | Motståndare Resultat    | Motståndare Resultat | Motståndare Resultat | Motståndare Resultat | Placering |
| ---------------------------------------------------- | ------------ | --------------- | --------------- | --------------------------------- | -------------------------- | ----------------------- | -------------------- | -------------------- | -------------------- | --------- |
| Natalia Bolotova                                     | Individuellt | 625             | 33              | Sut Txi (MAS) (32) W 154-143      | Park (KOR) (1) L 148-165   | Gick inte vidare        | Gick inte vidare     | Gick inte vidare     | Gick inte vidare     | 30        |
| Elena Dostay                                         | Individuellt | 609             | 50              | Galinovskaya (RUS) (15) L 136-153 | Gick inte vidare           | Gick inte vidare        | Gick inte vidare     | Gick inte vidare     | Gick inte vidare     | 47        |
| Margarita Galinovskaya                               | Individuellt | 639             | 15              | Dostay (RUS) (50) W 153-136       | Pfohl (GER) (18) W 158-156 | Lee (KOR) (2) L 154-165 | Gick inte vidare     | Gick inte vidare     | Gick inte vidare     | 12        |
| Natalia Bolotova Elena Dostay Margarita Galinovskaya | Individuellt | 1873            | 11              |                                   |                            | Tyskland (6) L 234-238  | Gick inte vidare     | Gick inte vidare     | Gick inte vidare     | 9         |

|Individuellt

## Cykling

### Mountainbike
| Idrottare        | Gren                  | Tid     | Placering |
| ---------------- | --------------------- | ------- | --------- |
| Jurij Trofimov   | Herrarnas terränglopp | 2:27:46 | 27        |
| Irina Kalentieva | Damernas terränglopp  | 2:08:57 | 13        |

### Landsväg
Herrar
| Idrottare          | Gren                | Tid                   | Placering       |
| ------------------ | ------------------- | --------------------- | --------------- |
| Vjatjeslav Jekimov | Herrarnas linjelopp | Fullföljde inte       | Fullföljde inte |
| Vjatjeslav Jekimov | Herrarnas tempolopp | 57:50.58              |                 |
| Vladimir Karpets   | Herrarnas linjelopp | Fullföljde inte       | Fullföljde inte |
| Aleksandr Kolobnev | Herrarnas linjelopp | 5:41:56 (+0:12)       | 10              |
| Denis Mensjov      | Herrarnas linjelopp | Fullföljde inte       | Fullföljde inte |
| Jevgenij Petrov    | Herrarnas linjelopp | 5:41:56 (+0:12)       | 37              |
| Jevgenij Petrov    | Herrarnas tempolopp | 1:02:50.32 (+5:18.58) | 29              |

Damer
| Idrottare           | Gren               | Tid                 | Placering       |
| ------------------- | ------------------ | ------------------- | --------------- |
| Svetlana Bubnenkova | Damernas linjelopp | Fullföljde inte     | Fullföljde inte |
| Olga Sljusareva     | Damernas linjelopp | 3:25:03 (+0:39)     |                 |
| Olga Sljusareva     | Damernas tempolopp | 32:51.06 (+1:39.53) | 12              |
| Zulfija Zabirova    | Damernas linjelopp | 3:28:39 (+4:15)     | 39              |
| Zulfija Zabirova    | Damernas tempolopp | 32:30.08 (+1:18.55) | 8               |

### Bana
Sprint
| Tamilla Abasova       | Damernas sprint | 11.364 63.357 | 3 |  |  | Pendleton (GBR) W 11.714 61.464 |                                                | Krupeckaitė (LTU) W 11.993, L, W 11.914 | Grankovskaya (RUS) L, W 11.965, W 11.894 | Muenzer (CAN) L, L |   |
| Svetlana Grankovskaya | Damernas sprint | 11.456 62.849 | 7 |  |  | Krupeckaitė (LTU) L             | Reed (USA) Radanova (BUL) W 12.015 59.925 km/h | Tsylinskaja (BLR) W 11.945, W 12.085    | Abasova (RUS) W 11.893, L, L             | Meares (AUS) L, L  | 4 |

Poänglopp
| Idrottare                   | Gren                | Poäng  | Placering |
| --------------------------- | ------------------- | ------ | --------- |
| Mikhail Ignatiev            | Herrarnas poänglopp | 93 / 4 |           |
| Olga Sljusareva             | Damernas poänglopp  | 20 / 0 |           |
| Oleg Grishkin Alexey Shmidt | Herrarnas Madison   | 1 / -2 | 17        |

Förföljelse
| Idrottare                                                              | Gren                     | Kval     | Kval      | Första omgången        | Första omgången  | Final            | Final     |
| Idrottare                                                              | Gren                     | Tid      | Placering | Motståndare Tid        | Placering        | Motståndare Tid  | Placering |
| ---------------------------------------------------------------------- | ------------------------ | -------- | --------- | ---------------------- | ---------------- | ---------------- | --------- |
| Aleksej Markov                                                         | Herrarnas förföljelse    | 4:25.520 | 10        | Gick inte vidare       | Gick inte vidare | Gick inte vidare | 10        |
| Elena Tchalykh                                                         | Damernas förföljelse     | 3:33.709 | 5 Q       | Bates (AUS) L 3:36.442 | 7                | Gick inte vidare | 7         |
| Olga Sljusareva                                                        | Damernas förföljelse     | 3:35.177 | 8 Q       | Ulmer (NZL) L 3:36.263 | 6                | Gick inte vidare | 6         |
| Vladislav Borisov Alexander Khatuntsev Aleksej Markov Andrey Minashkin | Herrarnas lagförföljelse | 4:09.394 | 9         | Gick inte vidare       | Gick inte vidare | Gick inte vidare | 9         |

Tempolopp
| Cyklist               | Gren               | Tid Hastighet | Placering |
| --------------------- | ------------------ | ------------- | --------- |
| Svetlana Grankovskaya | Damernas tempolopp | 34.797 51.728 | 9         |
| Tamilla Abasova       | Damernas tempolopp | 35.147 51.213 | 12        |

## Friidrott
Herrar
| Friidrottare                                                      | Gren               | Heat           | Heat           | Kvartsfinal      | Kvartsfinal      | Semifinal        | Semifinal        | Final            | Final            |
| Friidrottare                                                      | Gren               | Resultat       | Placering      | Resultat         | Placering        | Resultat         | Placering        | Resultat         | Placering        |
| ----------------------------------------------------------------- | ------------------ | -------------- | -------------- | ---------------- | ---------------- | ---------------- | ---------------- | ---------------- | ---------------- |
| Grigoriy Andreyev                                                 | Maraton            |                |                |                  |                  |                  |                  | 2:16:55          | 19               |
| Vladimir Andrejev                                                 | 20 kilometer gång  |                |                |                  |                  |                  |                  | 1:21:53          | 7                |
| Yuriy Andronov                                                    | 50 kilometer gång  |                |                |                  |                  |                  |                  | 3:50:28          | 9                |
| Ramil Aritkulov                                                   | 800 meter          | 1:49.25        | 7              |                  |                  | Gick inte vidare | Gick inte vidare | Gick inte vidare | Gick inte vidare |
| Nikolay Averyanov                                                 | Tiokamp            |                |                |                  |                  |                  |                  | 8021             | 15               |
| Dmitriy Bogdanov                                                  | 800 meter          | 1:47.03        | 4              |                  |                  | Gick inte vidare | Gick inte vidare | Gick inte vidare | Gick inte vidare |
| Aleksandr Borichevskiy                                            | Diskuskastning     | 58.19          | 13             |                  |                  |                  |                  | Gick inte vidare | Gick inte vidare |
| Jurij Borzakovskij                                                | 800 meter          | 1:46.20        | 1 Q            |                  |                  | 1:44.29          | 2 Q              | 1:44.45          |                  |
| Pyotr Brayko                                                      | Höjdhopp           | 2.20           | 13             |                  |                  |                  |                  | Gick inte vidare | Gick inte vidare |
| Viktor Burajev                                                    | 20 kilometer gång  |                |                |                  |                  |                  |                  | 1:25:36          | 22               |
| Danil Burkenya                                                    | Tresteg            | 17.08          | 3 Q            |                  |                  |                  |                  | 17.48            |                  |
| Dmitriy Burmakin                                                  | Marathon           |                |                |                  |                  |                  |                  | 2:31:51          | 73               |
| Sergey Chepiga                                                    | 110 meter häck     | 13.59          | 5 q            | 13.55            | 5                | Gick inte vidare | Gick inte vidare | Gick inte vidare | Gick inte vidare |
| Pavel Chumachenko                                                 | Kulstötning        | 19.38          | 11             |                  |                  |                  |                  | Gick inte vidare | Gick inte vidare |
| Anton Galkin                                                      | 400 meter          | 45.43          | DQ             |                  |                  | 45.34            | DQ               | Gick inte vidare | Gick inte vidare |
| Pavel Gerasimov                                                   | Stavhopp           | 5.70           | 2 Q            |                  |                  |                  |                  | 5.55             | 13               |
| Boris Gorban                                                      | 400 meter häck     | 49.25          | 4 Q            |                  |                  | 49.46            | 7                | Gick inte vidare | Gick inte vidare |
| Viktor Gushchinskiy                                               | Tresteg            | 17.17          | 4 Q            |                  |                  |                  |                  | 17.17            | 7                |
| Alexandr Ivanov                                                   | Spjutkastning      | 82.18          | 2 Q            |                  |                  |                  |                  | 83.31            | 5                |
| Sergey Kirmasov                                                   | Släggkastning      | 75.83          | 10             |                  |                  |                  |                  | Gick inte vidare | Gick inte vidare |
| Ilja Konovalov                                                    | Släggkastning      | 76.36          | 4              |                  |                  |                  |                  | Gick inte vidare | Gick inte vidare |
| Alexandr Krivchonkov                                              | 1 500 meter        | 3:41.37        | 10             |                  |                  | Gick inte vidare | Gick inte vidare | Gick inte vidare | Gick inte vidare |
| Mikhail Lipskiy                                                   | 400 meter häck     | 49.00          | 3 Q            |                  |                  | 49.10            | 6                | Gick inte vidare | Gick inte vidare |
| Lev Lobodin                                                       | Tiokamp            |                |                |                  |                  |                  |                  | Fullföljde inte  | Fullföljde inte  |
| Sergej Makarov                                                    | Spjutkastning      | 86.08          | 2 Q            |                  |                  |                  |                  | 84.84            |                  |
| Oleg Mishukov                                                     | 400 meter          | 46.41          | 6              |                  |                  | Gick inte vidare | Gick inte vidare | Gick inte vidare | Gick inte vidare |
| Vitaliy Moskalenko                                                | Tresteg            | Ingen notering | Ingen notering |                  |                  |                  |                  | Gick inte vidare | Gick inte vidare |
| Denis Nizjegorodov                                                | 50 kilometer gång  |                |                |                  |                  |                  |                  | 3:42:50          |                  |
| Vladimir Parvatkin                                                | 20 kilometer gång  |                |                |                  |                  |                  |                  | 1:31:13          | 38               |
| Igor Pavlov                                                       | Stavhopp           | 5.70           | 3 Q            |                  |                  |                  |                  | 5.80             | 4                |
| Yevgeniy Pechonkin                                                | 110 meter häck     | 13.64          | 4 Q            | 13.53            | 5                | Gick inte vidare | Gick inte vidare | Gick inte vidare | Gick inte vidare |
| Igor Peremota                                                     | 110 meter häck     | 13.54          | 4 Q            | 13.64            | 7                | Gick inte vidare | Gick inte vidare | Gick inte vidare | Gick inte vidare |
| Aleksandr Pogorelov                                               | Tiokamp            |                |                |                  |                  |                  |                  | 8084             | 11               |
| Pavel Potapovich                                                  | 3 000 meter hinder | 8:52.65        | 11             |                  |                  |                  |                  | Gick inte vidare | Gick inte vidare |
| Jaroslav Rybakov                                                  | Höjdhopp           | 2.28           | 5 Q            |                  |                  |                  |                  | 2.32             | 6                |
| Oleg Sergeyev                                                     | 200 meter          | 20.95          | 6              | Gick inte vidare | Gick inte vidare | Gick inte vidare | Gick inte vidare | Gick inte vidare | Gick inte vidare |
| Dmitriy Shevchenko                                                | Diskuskastning     | Ingen notering | Ingen notering |                  |                  |                  |                  | Gick inte vidare | Gick inte vidare |
| Vitalij Sjkurlatov                                                | Längdhopp          | 8.09           | 4 q            |                  |                  |                  |                  | 8.04             | 9                |
| Leonid Shvetsov                                                   | Maraton            |                |                |                  |                  |                  |                  | 2:15:28          | 13               |
| Pavel Sofin                                                       | Kulstötning        | 19.02          | 16             |                  |                  |                  |                  | Gick inte vidare | Gick inte vidare |
| Kiril Sosunov                                                     | Längdhopp          | 7.94           | 8              |                  |                  |                  |                  | Gick inte vidare | Gick inte vidare |
| Vadim Strogalev                                                   | Stavhopp           | No mark        | No mark        |                  |                  |                  |                  | Gick inte vidare | Gick inte vidare |
| Roman Usov                                                        | 3 000 meter hinder | 8:24.19        | 7              |                  |                  |                  |                  | Gick inte vidare | Gick inte vidare |
| Vjatjeslav Voronin                                                | Höjdhopp           | 2.28           | 6 Q            |                  |                  |                  |                  | 2.29             | 9                |
| Yuriy Voronkin                                                    | Släggkastning      | 73.47          | 15             |                  |                  |                  |                  | Gick inte vidare | Gick inte vidare |
| Aleksej Vojevodin                                                 | 50 kilometer gång  |                |                |                  |                  |                  |                  | 3:43:34          |                  |
| Andrey Yepishin                                                   | 100 meter          | 10.29          | 5 q            | 10.29            | 7                | Gick inte vidare | Gick inte vidare | Gick inte vidare | Gick inte vidare |
| Ivan Yushkov                                                      | Kulstötning        | 19.67          | 9              |                  |                  |                  |                  | Gick inte vidare | Gick inte vidare |
| Aleksandr Ryabov OlOleg Sergeyev Sergey Bychkov Andrey Yepishin   | 4 x 100 meter      | 39.19          | 8              |                  |                  |                  |                  | Gick inte vidare | Gick inte vidare |
| Aleksandr Larin Andrey Rudnitskiy Oleg Mishukov Ruslan Mashchenko | 4 x 400 meter      | 3:03.35        | 4              |                  |                  |                  |                  | Gick inte vidare | Gick inte vidare |

Damer
| Friidrottare                                                                                  | Gren              | Heat           | Heat           | Kvartsfinal | Kvartsfinal | Semifinal        | Semifinal        | Final            | Final            |
| Friidrottare                                                                                  | Gren              | Resultat       | Placering      | Resultat    | Placering   | Resultat         | Placering        | Resultat         | Placering        |
| --------------------------------------------------------------------------------------------- | ----------------- | -------------- | -------------- | ----------- | ----------- | ---------------- | ---------------- | ---------------- | ---------------- |
| Tatjana Andrianova                                                                            | 800 meter         | 2:03.77        | 1 Q            |             |             | 1:58.41          | 2 Q              | 1:56.88          | 5                |
| Natalja Antiuch                                                                               | 400 meter         | 50.54          | 1 Q            |             |             | 50.04            | 2 Q              | 49.89            |                  |
| Jekaterina Bakhvalova                                                                         | 400 meter häck    | 55.16          | 3 q            |             |             | 54.98            | 6                | Gick inte vidare | Gick inte vidare |
| Jekaterina Bikert                                                                             | 400 meter häck    | 54.95          | 2 Q            |             |             | 53.79            | 4 Q              | 54.18            | 6                |
| Galina Bogomolova                                                                             | 10 000 meter      |                |                |             |             |                  |                  | 32:25.10         | 22               |
| Jelena Bolsun                                                                                 | 200 meter         | 23.00          | 3 Q            | 23.26       | 6           | Gick inte vidare | Gick inte vidare | Gick inte vidare | Gick inte vidare |
| Svetlana Cherkasova                                                                           | 800 meter         | 2:03.60        | 1 Q            |             |             | 1:59.80          | 3                | Gick inte vidare | Gick inte vidare |
| Olga Chernyavskaya                                                                            | Diskuskastning    | 58.64          | 10             |             |             |                  |                  | Gick inte vidare | Gick inte vidare |
| Anna Tjitjerova                                                                               | Höjdhopp          | 1.95           | 2 Q            |             |             |                  |                  | 1.96             | 6                |
| Oksana Esipchuk                                                                               | Diskuskastning    | 57.27          | 15             |             |             |                  |                  | Gick inte vidare | Gick inte vidare |
| Svetlana Feofanova                                                                            | Stavhopp          | 4.40           | 3 q            |             |             |                  |                  | 4.75             |                  |
| Tatjana Gordeyeva                                                                             | Sjukamp           |                |                |             |             |                  |                  | Fullföljde inte  | Fullföljde inte  |
| Lidiya Grigoryeva                                                                             | 10 000 meter      |                |                |             |             |                  |                  | 31:04.62         | 8                |
| Viktoriya Gurova                                                                              | Tresteg           | 14.04          | 9              |             |             |                  |                  | Gick inte vidare | Gick inte vidare |
| Jelena Isinbajeva                                                                             | Stavhopp          | 4.40           | 2 q            |             |             |                  |                  | 4.91 VR          |                  |
| Yekaterina Ivakina                                                                            | Spjutkastning     | Ingen notering | Ingen notering |             |             |                  |                  | Gick inte vidare | Gick inte vidare |
| Albina Ivanova                                                                                | Maraton           |                |                |             |             |                  |                  | 2:47:23          | 40               |
| Olimpiada Ivanova                                                                             | 20 kilometer gång |                |                |             |             |                  |                  | 1:29:16          |                  |
| Irina Chabarova                                                                               | 100 meter         | 11.32          | 2 Q            | 11.36       | 4           | Gick inte vidare | Gick inte vidare | Gick inte vidare | Gick inte vidare |
| Natalya Khrushcheleva                                                                         | 800 meter         | 2:00.56        | 4 q            |             |             | 2:00.68          | 5                | Gick inte vidare | Gick inte vidare |
| Tatyana Kivimyagi                                                                             | Höjdhopp          | 1.92           | 7              |             |             |                  |                  | Gick inte vidare | Gick inte vidare |
| Yekaterina Kondratyeva                                                                        | 200 meter         | 23.03          | 3 Q            | 23.37       | 7           | Gick inte vidare | Gick inte vidare | Gick inte vidare | Gick inte vidare |
| Yelena Konevtseva                                                                             | Släggkastning     | 67.83          | 7              |             |             |                  |                  | Gick inte vidare | Gick inte vidare |
| Mariya Koroteyeva                                                                             | 100 meter häck    | 12.72          | 1 Q            |             |             | 12.60            | 4 Q              | 12.72            | 4                |
| Irina Korzhanenko                                                                             | Kulstötning       | 19.43          | DQ             |             |             |                  |                  | 21.06            | DQ               |
| Tatjana Kotova                                                                                | Längdhopp         | 6.79           | 3 Q            |             |             |                  |                  | 7.05             |                  |
| Svetlana Kriveljova                                                                           | Kulstötning       | 18.57          | 3 Q            |             |             |                  |                  | 19.49            |                  |
| Larisa Kruglova                                                                               | 100 meter         | 11.23          | 3 Q            | 11.32       | 5           | Gick inte vidare | Gick inte vidare | Gick inte vidare | Gick inte vidare |
| Olga Kuzenkova                                                                                | Släggkastning     | 73.71 OR       | 1 Q            |             |             |                  |                  | 75.02 OR         |                  |
| Tatyana Lebedeva                                                                              | Längdhopp         | 6.95           | 1 Q            |             |             |                  |                  | 7.07             |                  |
| Tatyana Lebedeva                                                                              | Tresteg           | 14.71          | 4 Q            |             |             |                  |                  | 15.14            |                  |
| Tatyana Levina                                                                                | 200 meter         | 23.05          | 2 Q            | 23.23       | 5           | Gick inte vidare | Gick inte vidare | Gick inte vidare | Gick inte vidare |
| Tatyana Lysenko                                                                               | Släggkastning     | 66.82          | 10             |             |             |                  |                  | Gick inte vidare | Gick inte vidare |
| Natalja Nazarova                                                                              | 400 meter         | 50.82          | 1 Q            |             |             | 50.63            | 3 q              | 50.65            | 8                |
| Yelena Nikolayeva                                                                             | 20 kilometer gång |                |                |             |             |                  |                  | 1:32:16          | 17               |
| Julija Petjonkina                                                                             | 400 meter häck    | 53.57          | 1 Q            |             |             | 53.31            | 1 Q              | 55.79            | 8                |
| Lyudmila Petrova                                                                              | Maraton           |                |                |             |             |                  |                  | 2:31:56          | 8                |
| Jelena Prochorova                                                                             | Sjukamp           |                |                |             |             |                  |                  | 6289             | 5                |
| Anna Pjatych                                                                                  | Tresteg           | 14.62          | 4 Q            |             |             |                  |                  | 14.79            | 8                |
| Natalia Rusakova                                                                              | 100 meter häck    | 12.90          | 2 Q            |             |             | 12.76            | 5                | Gick inte vidare | Gick inte vidare |
| Olga Rjabinkina                                                                               | Kulstötning       | 18.00          | 7              |             |             |                  |                  | Gick inte vidare | Gick inte vidare |
| Natalja Sadova                                                                                | Diskuskastning    | 64.33          | 2 Q            |             |             |                  |                  | 67.02            |                  |
| Gulnara Samitova-Galkina                                                                      | 5 000 meter       | 15:05.78       | 8 q            |             |             |                  |                  | 15:02.30         | 6                |
| Irina Shevchenko                                                                              | 100 meter häck    | 12.82          | 2 Q            |             |             | 12.67            | 2 Q              | Fullföljde inte  | Fullföljde inte  |
| Liliya Shobukhova                                                                             | 5 000 meter       | 15:01.86       | 4 Q            |             |             |                  |                  | 15:15.64         | 13               |
| Anastasiya Shvedova                                                                           | Stavhopp          | 4.30           | 7              |             |             |                  |                  | Gick inte vidare | Gick inte vidare |
| Irina Simagina                                                                                | Längdhopp         | 6.75           | 1 Q            |             |             |                  |                  | 7.05             |                  |
| Jelena Slesarenko                                                                             | Höjdhopp          | 1.95           | 2 Q            |             |             |                  |                  | 2.06 OR          |                  |
| Svetlana Sokolova                                                                             | Sjukamp           |                |                |             |             |                  |                  | 6210             | 10               |
| Julija Tabakova                                                                               | 100 meter         | 11.22          | 1 Q            | 11.25       | 4 q         | 11.25            | 8                | Gick inte vidare | Gick inte vidare |
| Tatjana Tomasjova                                                                             | 1 500 meter       | 4:06.06        | 1 Q            |             |             | 4:06.80          | 3 Q              | 3:58.12          |                  |
| Yuliya Voyevodina                                                                             | 20 kilometer gång |                |                |             |             |                  |                  | 1:31:02          | 13               |
| Oksana Yarygina                                                                               | Spjutkastning     | 57.57          | 12             |             |             |                  |                  | Gick inte vidare | Gick inte vidare |
| Olga Yegorova                                                                                 | 1 500 meter       | 4:07.14        | 6 q            |             |             | 4:05.57          | 7 q              | 4:05.65          | 11               |
| Natalya Yevdokimova                                                                           | 1 500 meter       | 4:05.55        | 1 Q            |             |             | 4:04.66          | 1 Q              | 3:59.05          | 4                |
| Valeriya Zabruskova                                                                           | Spjutkastning     | 57.53          | 15             |             |             |                  |                  | Gick inte vidare | Gick inte vidare |
| Yelena Zadorozhnaya                                                                           | 5 000 meter       | 15:01.77       | 3 Q            |             |             |                  |                  | 14:55.52         | 4                |
| Svetlana Zakharova                                                                            | Maraton           |                |                |             |             |                  |                  | 2:32:04          | 9                |
| Larisa Kruglova Irina Chabarova Julija Tabakova Olga Fjodorova                                | 4 x 100 meter     | 42.12          | 1 Q            |             |             |                  |                  | 42.27            |                  |
| Olesia Forsjeva Natalja Nazarova Olesya Zykina Natalja Antiuch Tatyana Firova Natalja Ivanova | 4 x 400 meter     | 3:23.52        | 1 Q            |             |             |                  |                  | 3:20.16          |                  |

## Fäktning
Herrar
| Sergey Sharikov (4)                                                         | Sabel        |                        | Maya (CUB) (29) W 15-13    | Pillet (FRA) (13) W 15-11    | Montano (ITA) (6) L 13-15   | Gick inte vidare        | Gick inte vidare                     | 8  |
| Aleksey Dyachenko (9)                                                       | Sabel        |                        | Kalujny (UKR) (24) L 10-15 | Gick inte vidare             | Gick inte vidare            | Gick inte vidare        | Gick inte vidare                     | 17 |
| Renal Ganejev (28)                                                          | Florett      |                        | Bissdorf (GER) (6) W 15-11 | Ōta (JPN) (11) W 15-8        | Vanni (ITA) (3) W 15-14     | Sanzo (ITA) (2) L 12-15 | Bronsmatch Cassara (ITA) (1) L 12-15 | 4  |
| Pavel Kolobkov (10)                                                         | Värja        |                        | Robinson (AUS) (23) W 15-5 | Tourchine (RUS) (25) W 15-10 | Thompson (USA) (15) W 15-11 | Wang (CHN) (27) L 10-15 | Bronsmatch Boisse (FRA) (6) W 15-8   |    |
| Serguey Kotchetkov (30)                                                     | Värja        | Rami (MAR) (35) W 15-6 | Jeannet (FRA) (4) L 11-15  | Gick inte vidare             | Gick inte vidare            | Gick inte vidare        | Gick inte vidare                     | 29 |
| Youri Moltchan (17)                                                         | Florett      |                        | Ha (KOR) (16) L 13-15      | Gick inte vidare             | Gick inte vidare            | Gick inte vidare        | Gick inte vidare                     | 25 |
| Rouslan Nassiboulline (12)                                                  | Florett      |                        | Choi (KOR) (22) L 12-15    | Gick inte vidare             | Gick inte vidare            | Gick inte vidare        | Gick inte vidare                     | 21 |
| Stanislav Pozdnyakov (2)                                                    | Sabel        |                        | Nagara (JPN) (31) W 15-9   | Lee (USA) (16) W 15-9        | Lapkes (BLR) (8) L 9-15     | Gick inte vidare        | Gick inte vidare                     | 6  |
| Igor Tourchine (25)                                                         | Värja        |                        | Kelsey (USA) (8) W 15-11   | Kolobkov (RUS) (10) L 10-15  | Gick inte vidare            | Gick inte vidare        | Gick inte vidare                     | 15 |
| Pavel Kolobkov Serguey Kotchetkov Igor Tourchine (1)                        | Värja, lag   |                        |                            |                              | Egypten (8) W 41-30         | Ungern (4) L 34-38      | Bronsmatch Tyskland (3) L 29-37      | 4  |
| Renal Ganejev Youri Moltchan Rouslan Nassiboulline Vyacheslav Pozdnyakov(4) | Florett, lag |                        |                            |                              | Frankrike (5) W 45-38       | Italien (1) L 27-45     | Bronsmatch USA (7) W 45-38           |    |
| Sergey Sharikov Aleksey Dyachenko Stanislav Pozdnyakov Aleksey Yakimenko(1) | Sabel, lag   |                        |                            |                              | Grekland (8) W 45-22        | Italien (5) L 42-45     | Bronsmatch USA (6) W 45-44           |    |

Damer
| Svetlana Boiko (10)                                                  | Florett    |  | El Gammal (EGY) (23) W 13-7 | Varga (HUN) (7) L 9-15           | Gick inte vidare     | Gick inte vidare   | Gick inte vidare     | 11 |
| Oxana Ermakova (13)                                                  | Värja      |  | Kim (KOR) (19) L 7-9        | Gick inte vidare                 | Gick inte vidare     | Gick inte vidare   | Gick inte vidare     | 20 |
| Tatiana Logounova (10)                                               | Värja      |  | James (USA) (23) W 15-11    | Hristou (GRE) (25) L 10-15       | Gick inte vidare     | Gick inte vidare   | Gick inte vidare     | 13 |
| Elena Netchaeva (3)                                                  | Sabel      |  |                             | Bond-Williams (GBR) (20) W 15-12 | Tan (CHN) (5) L 7-15 | Gick inte vidare   | Gick inte vidare     | 5  |
| Anna Sivkova (12)                                                    | Värja      |  | Nagy (HUN) (22) L 10-15     | Gick inte vidare                 | Gick inte vidare     | Gick inte vidare   | Gick inte vidare     | 19 |
| Ekaterina Youcheva (11)                                              | Florett    |  | Rentoumi (GRE) (22) W 15-4  | Mohamed (HUN) (5) L 9-14         | Gick inte vidare     | Gick inte vidare   | Gick inte vidare     | 12 |
| Karina Aznavourian Oxana Ermakova Tatiana Logounova Anna Sivkova (3) | Värja, lag |  |                             |                                  | Sydkorea (6) W 37-31 | Kanada (7) W 25-18 | Tyskland (1) W 34-28 |    |

## Gymnastik

### Artistisk
Herrar
| Gymnast | Gren           | Redskap    | Redskap   | Redskap | Redskap | Redskap | Redskap | Final   | Final     |
| Gymnast | Gren           | Fristående | Bygelhäst | Ringar  | Hopp    | Barr    | Räck    | Totalt  | Placering |
| --- | -------------- | ---------- | --------- | ------- | ------- | ------- | ------- | ------- | --------- |
| Aleksej Bondarenko                                                                                         | Kval           | 9.662      | 8.650     | 9.662   | 9.825 Q | 9.537   | 9.600   | 56.936  | 9 Q       |
| Aleksej Bondarenko                                                                                         | Mångkamp, ind. | 9.600      | 9.150     | 9.600   | 9.400   | 9.450   | 9.600   | 56.800  | 13        |
| Aleksej Bondarenko                                                                                         | Hopp           |            |           |         | 4.550   |         |         | 4.550   | 8         |
| Maxim Deviatovski                                                                                          | Kval           | 8.950      | 9.237     | 9.675   | 8.975   | 9.462   | 9.312   | 55.611  | 26        |
| Anton Golotsutskov                                                                                         | Kval           | 9.462      | 9.487     | 9.625   | 9.762   | 7.737   |         | 46.073  | 61        |
| Georgi Grebenkov                                                                                           | Kval           | 9.562      | 8.300     | 9.712   | 9.400   | 9.687   | 9.487   | 56.148  | 20 Q      |
| Georgi Grebenkov                                                                                           | Mångkamp, ind. | 9.587      | 9.125     | 9.662   | 9.437   | 9.650   | 9.362   | 56.823  | 12        |
| Aleksej Nemov                                                                                              | Kval           |            | 9.450     |         |         | 9.700   | 9.737 Q | 28.887  | 82        |
| Aleksej Nemov                                                                                              | Räck           |            |           |         |         |         | 9.762   | 9.762   | 5         |
| Alexander Safoshkin                                                                                        | Kval           |            |           | 9.750 Q | 9.212   |         |         | 18.962  | 95        |
| Alexander Safoshkin                                                                                        | Ringar         |            |           | 9.750   |         |         |         | 9.750   | 7         |
| Aleksej Bondarenko Maxim Deviatovski Anton Golotsutskov Georgi Grebenkov Aleksej Nemov Alexander Safoshkin | Kval, lag      | 37.636     | 36.824    | 38.799  | 38.199  | 38.386  | 38.136  | 227.980 | 6 Q       |
| Aleksej Bondarenko Maxim Deviatovski Anton Golotsutskov Georgi Grebenkov Aleksej Nemov Alexander Safoshkin | Mångkamp, lag  | 27.362     | 27.661    | 29.050  | 28.324  | 28.412  | 29.999  | 169.808 | 6         |

Damer
| Gymnast                                                                                                  | Gren           | Redskap | Redskap | Redskap | Redskap    | Final   | Final     |
| Gymnast                                                                                                  | Gren           | Hopp    | Barr    | Bom     | Fristående | Totalt  | Placering |
| --- | -------------- | ------- | ------- | ------- | ---------- | ------- | --------- |
| Ludmila Ezhova                                                                                           | Kval           |         | 9.475   | 9.462   |            | 18.937  | 85        |
| Svetlana Khorkina                                                                                        | Kval           | 9.512   | 9.750 Q | 9.137   | 9.437      | 37.836  | 5 Q       |
| Svetlana Khorkina                                                                                        | Mångkamp, ind. | 9.462   | 9.725   | 9.462   | 9.562      | 38.211  |           |
| Svetlana Khorkina                                                                                        | Barr           |         | 8.925   |         |            | 9.925   | 8         |
| Maria Krioutchkova                                                                                       | Kval           | 9.200   |         |         | 7.975      | 17.175  | 92        |
| Anna Pavlova                                                                                             | Kval           | 9.437 Q | 9.247   | 9.637 Q | 9.400      | 37.711  | 7 Q       |
| Anna Pavlova                                                                                             | Mångkamp, ind. | 9.425   | 9.337   | 9.650   | 9.623      | 38.024  | 4         |
| Anna Pavlova                                                                                             | Bom            |         |         | 9.587   |            | 9.587   | 4         |
| Anna Pavlova                                                                                             | Hopp           | 9.475   |         |         |            | 9.475   |           |
| Elena Zamolodchikova                                                                                     | Kval           | 9.462 Q | 9.150   | 9.062   | 9.200      | 36.874  | 20        |
| Elena Zamolodchikova                                                                                     | Hopp           | 9.412   |         |         |            | 9.412   | 4         |
| Natalia Ziganchina                                                                                       | Kval           | 9.375   | 9.087   | 8.962   | 8.687      | 36.111  | 32        |
| Ludmila Ezhova Svetlana Khorkina Maria Krioutchkova Anna Pavlova Elena Zamolodchikova Natalia Ziganchina | Kval, lag      | 37.786  | 37.612  | 37.298  | 36.724     | 149.420 | 4 Q       |
| Ludmila Ezhova Svetlana Khorkina Maria Krioutchkova Anna Pavlova Elena Zamolodchikova Natalia Ziganchina | Mångkamp, lag  | 28.325  | 28.137  | 28.511  | 28.262     | 113.325 |           |

### Rytmisk
| Idrottare       | Gren         | Kval     | Kval   | Kval   | Kval   | Kval    | Kval      | Final    | Final  | Final  | Final  | Final   | Final     |
| Idrottare       | Gren         | Tunnband | Boll   | Käglor | Band   | Totalt  | Placering | Tunnband | Boll   | Käglor | Band   | Totalt  | Placering |
| --------------- | ------------ | -------- | ------ | ------ | ------ | ------- | --------- | -------- | ------ | ------ | ------ | ------- | --------- |
| Alina Kabajeva  | Individuellt | 26.050   | 27.250 | 26.475 | 26.100 | 105.875 | 1 Q       | 26.800   | 27.350 | 27.150 | 27.100 | 108.400 |           |
| Irina Tchachina | Individuellt | 26.450   | 26.700 | 25.800 | 26.725 | 105.675 | 2 Q       | 27.100   | 27.100 | 26.825 | 26.300 | 107.325 |           |

| Gymnaster                                                                                       | Gren   | Kval                | Kval    | Kval   | Kval      | Final               | Final   | Final  | Final     |
| Gymnaster                                                                                       | Gren   | Redskap             | Redskap | Totalt | Placering | Redskap             | Redskap | Totalt | Placering |
| Gymnaster                                                                                       | 5 band | 3 tunnband 2 bollar | 5 band  | Totalt | Placering | 3 tunnband 2 bollar |         | Totalt | Placering |
| ----------------------------------------------------------------------------------------------- | ------ | ------------------- | ------- | ------ | --------- | ------------------- | ------- | ------ | --------- |
| Olesia Beluguina Olga Glatskikh Tatiana Kurbakova Natalia Lavrova Elena Murzina Yelena Posevina | Trupp  | 24.700              | 25.175  | 49.875 | 1 Q       | 25.300              | 25.800  | 51.100 |           |

### Trampolin
| Idrottare            | Gren   | Kval  | Kval      | Final            | Final            |
| Idrottare            | Gren   | Poäng | Placering | Poäng            | Placering        |
| -------------------- | ------ | ----- | --------- | ---------------- | ---------------- |
| Natalia Chernova     | Damer  | 66.80 | 1 Q       | 38.60            | 4                |
| Irina Karavayeva     | Damer  | 39.90 | 15        | Gick inte vidare | Gick inte vidare |
| Aleksandr Moskalenko | Herrar | 68.90 | 4 Q       | 41.20            |                  |
| Alexander Rusakov    | Herrar | 69.00 | 3 Q       | 40.20            | 5                |

## Handboll
Herrar
| Nr | Pos. | Namn                 | Födelsedatum (ålder)     | Klubb                   |
| -- | ---- | -------------------- | ------------------------ | ----------------------- |
| 1  | MV   | Andrej Lavrov        | 26 mars 1962 (42 år)     | SG Kronau/Östringen     |
| 3  | MB   | Vitalij Ivanov       | 3 februari 1976 (28 år)  | GK Tjechovskije Medvedi |
| 5  | MB   | Oleg Kulesjov        | 15 april 1974 (30 år)    | SC Magdeburg            |
| 6  | HY   | Denis Krivosjlykov   | 10 maj 1971 (33 år)      | CB Ademar León          |
| 8  | HB   | Aleksandr Tutjkin    | 15 juli 1964 (40 år)     | Filippos Veria          |
| 9  | VY   | Vasilij Kudinov      | 17 februari 1969 (35 år) | Lukoil Dinamo           |
| 10 | HY   | Pavel Basjkin        | 1 september 1978 (25 år) | Lukoil Dinamo           |
| 11 | P    | Dmitri Torgovanov    | 5 januari 1972 (32 år)   | TUSEM Essen             |
| 13 | MB   | Alexander Gorbatikov | 4 juni 1982 (22 år)      | Lukoil Dinamo           |
| 15 | VB   | Aleksej Rastvortsev  | 8 augusti 1978 (26 år)   | GK Tjechovskije Medvedi |
| 16 | MV   | Aleksej Kostygov     | 5 juli 1973 (31 år)      | GK Tjechovskije Medvedi |
| 18 | HB   | Vjatjeslav Gorpisjin | 20 januari 1970 (34 år)  | TSG Friesenheim         |
| 19 | HB   | Sergej Pogorelov     | 2 juni 1974 (30 år)      | BM Ciudad Real          |
| 20 | P    | Michail Tjipurin     | 17 november 1980 (23 år) | GK Tjechovskije Medvedi |
| 23 | VY   | Eduard Koksjarov     | 4 november 1975 (28 år)  | Celje Pivovarna Laško   |

Gruppspel
| Lag       | Pld | W | D | L | GF  | GA  | GD  | Poäng |
| --------- | --- | - | - | - | --- | --- | --- | ----- |
| Kroatien  | 5   | 5 | 0 | 0 | 146 | 129 | +17 | 10    |
| Spanien   | 5   | 4 | 0 | 1 | 154 | 137 | +17 | 8     |
| Sydkorea  | 5   | 2 | 0 | 3 | 148 | 148 | 0   | 4     |
| Ryssland  | 5   | 2 | 0 | 3 | 145 | 145 | 0   | 4     |
| Island    | 5   | 1 | 0 | 4 | 143 | 158 | –15 | 2     |
| Slovenien | 5   | 1 | 0 | 4 | 130 | 149 | –19 | 2     |

Slutspel
|  | Quarter-finals | Quarter-finals |          |          | Semi-finals        | Semi-finals        |  |  | Gold medal final | Gold medal final |
|  |                |                |          |          |                    |                    |  |  |                  |                  |
|  |                |                |          |          |                    |                    |  |  |                  |                  |
|  |                |                |          |          |                    |                    |  |  |                  |                  |
|  | Kroatien       | 33             |          |          |                    |                    |  |  |                  |                  |
|  | Kroatien       | 33             |          |          |                    |                    |  |  |                  |                  |
|  | Grekland       | 27             |          |          |                    |                    |  |  |                  |                  |
|  | Grekland       | 27             | Kroatien | 33       |                    |                    |  |  |                  |                  |
|  |                |                | Kroatien | 33       |                    |                    |  |  |                  |                  |
|  |                | Ungern         | 31       |          |                    |                    |  |  |                  |                  |
|  | Sydkorea       | Ungern         | 31       | 25       |                    |                    |  |  |                  |                  |
|  | Sydkorea       |                |          | 25       |                    |                    |  |  |                  |                  |
|  | Ungern         | 30             |          |          |                    |                    |  |  |                  |                  |
|  | Ungern         | 30             | Kroatien | 26       |                    |                    |  |  |                  |                  |
|  |                |                | Kroatien | 26       |                    |                    |  |  |                  |                  |
|  |                | Tyskland       | 24       |          |                    |                    |  |  |                  |                  |
|  | Tyskland       | Tyskland       | 24       | 32       |                    |                    |  |  |                  |                  |
|  | Tyskland       |                |          | 32       |                    |                    |  |  |                  |                  |
|  | Spanien        | 30             |          |          |                    |                    |  |  |                  |                  |
|  | Spanien        | 30             | Tyskland | 21       | Bronze medal final | Bronze medal final |  |  |                  |                  |
|  |                |                | Tyskland | 21       | Bronze medal final | Bronze medal final |  |  |                  |                  |
|  |                | Ryssland       | 15       |          |                    |                    |  |  |                  |                  |
|  | Frankrike      | Ryssland       | 15       | 24       | Ungern             | 26                 |  |  |                  |                  |
|  | Frankrike      |                |          | 24       | Ungern             | 26                 |  |  |                  |                  |
|  | Ryssland       | 26             |          | Ryssland | 28                 |                    |  |  |                  |                  |
|  | Ryssland       | 26             |          |          | 28                 |                    |  |  |                  |                  |
|  |                |                |          |          |                    |                    |  |  |                  |                  |
|  |                |                |          |          |                    |                    |  |  |                  |                  |

## Judo
Herrar
| Evgeny Stanev     | Extra lättvikt (-60 kg)  |  | Ahamdi (MAR) W 1000 / 0000        | Lounifi (TUN) W 1001 / 0000      | Khergiani (GEO) L 0010 / 0120 | Gick inte vidare              | Gick inte vidare           |                           | Uematsu (ESP) L 0000 / 0001      | Gick inte vidare          | Gick inte vidare           |  |
| Magomed Dzhafarov | Halv lättvikt (-66 kg)   |  | Ottiano (USA) W 0013 / 0001       | Guimarães (BRA) W 0101 / 0010    | Uchishiba (JPN) L 0000 / 1001 | Gick inte vidare              | Gick inte vidare           |                           | Lencina (ARG) L 0001 / 1001      | Gick inte vidare          | Gick inte vidare           |  |
| Vitaliy Makarov   | Lättvikt (-73 kg)        |  | Alexanidis (GRE) W 1000 / 0000    | Kevkhishvili (GEO) W 0221 / 0000 | Suldbayar (MGL) W 0120 / 0000 | Fernandes (FRA) W 1000 / 0001 | Lee (KOR) L 0001 / 1021    |                           |                                  |                           |                            |  |
| Dmitri Nossov     | Halv mellanvikt (-81 kg) |  | Tomouchi (JPN) W 0201 / 0001      | Meloni (ITA) W 0011 / 0001       | Canto (BRA) W 0110 / 0010     | Iliadis (GRE) L 0000 / 1010   | Gick inte vidare           |                           |                                  |                           | Azizov (AZE) W 0100 / 0020 |  |
| Khasanbi Taov     | Mellanvikt (-90 kg)      |  | Despaigne (CUB) W 0011 / 0001     | Zviadauri (GEO) L 0001 / 1001    | Gick inte vidare              | Gick inte vidare              | Gick inte vidare           | Lepre (ITA) W 1001 / 0000 | Demontfaucon (FRA) W 0100 / 0020 | Kelly (AUS) W 0100 / 0001 | Hwang (KOR) W 1010 / 0000  |  |
| Dmitry Maksimov   | Halv tungvikt (-100 kg)  |  | Khosravinejad (IRI) W 0100 / 0001 | Lemaire (FRA) L 0000 / 1001      | Gick inte vidare              | Gick inte vidare              | Gick inte vidare           | Gick inte vidare          | Gick inte vidare                 | Gick inte vidare          | Gick inte vidare           |  |
| Tamerlan Tmenov   | Tungvikt (+100 kg)       |  | Munteanu (ROU) W 1110 / 0000      | Hernandes (BRA) W 1110 / 0000    | Pertelson (EST) W 1110 / 0001 | Miran (IRI) W 1110 / 0010     | Suzuki (JPN) L 0000 / 1000 |                           |                                  |                           |                            |  |

Damer
| Lyubov Bruletova  | Extra lättvikt (-48 kg) |  | Ouelogo (BUR) W 0201 / 0000 | Zemla-Krajewska (POL) L 0000 / 1000 | Gick inte vidare             | Gick inte vidare            | Gick inte vidare | Gick inte vidare            | Gick inte vidare            | Gick inte vidare          | Gick inte vidare             |   |
| Natalia Yukhareva | Lättvikt (-57 kg)       |  |                             | Kye (PRK) L 0010 / 0031             | Gick inte vidare             | Gick inte vidare            | Gick inte vidare | Bezzina (MLT) W 1100 / 0000 | Cox (GBR) W 1000 / 0000     | Harel (FRA) L 0001 / 0020 | Gick inte vidare             | 7 |
| Vera Moskalyuk    | Halv tungvikt (-78 kg)  |  |                             | Liu (CHN) L 0000 / 0120             | Gick inte vidare             | Gick inte vidare            | Gick inte vidare | Zwiers (NED) W 0102 / 0000  | Laborde (CUB) L 0000 / 1001 | Gick inte vidare          | Gick inte vidare             |   |
| Tea Donguzashvili | Tungvikt (+78 kg)       |  | Ramadan (EGY) W 1001 / 0001 | Choi (KOR) W 1100 / 0001            | Andolina (ITA) W 1010 / 0001 | Tsukada (JPN) L 0000 / 0210 | Gick inte vidare |                             |                             |                           | Yahyaoui (TUN) W 0210 / 0000 |   |

## Kanotsport
Sprint
| Kanotist                               | Gren                 | Heat     | Heat      | Semifinal | Semifinal | Final            | Final            |
| Kanotist                               | Gren                 | Tid      | Placering | Tid       | Placering | Tid              | Placering        |
| -------------------------------------- | -------------------- | -------- | --------- | --------- | --------- | ---------------- | ---------------- |
| Olga Kostenko                          | Damernas K-1 500 m   | 1:58.520 | 6 QS      | 1:55.766  | 6         | Gick inte vidare | Gick inte vidare |
| Maksim Opalev                          | Herrarnas C-1 500 m  | 1:48.144 | 1 QF      |           |           | 1:47.767         |                  |
| Konstantin Fomitjev                    | Herrarnas C-1 1000 m | 3.48.690 | 1 QF      |           |           | 3:55.773         | 9                |
| Aleksandr Kostoglod Aleksandr Kovaljov | Herrarnas C-2 500 m  | 1:40.128 | 3 QF      |           |           | 1:40.442         |                  |
| Aleksandr Kostoglod Aleksandr Kovaljov | Herrarnas C-2 1000 m | 3:31.023 | 2 QF      |           |           | 3:42.990         |                  |
| Andrej Sjkiotov                        | Herrarnas K-1 500 m  | 1:40.809 | 7 QS      | 1:40.765  | 7         | Gick inte vidare | Gick inte vidare |
| Andrej Sjkiotov                        | Herrarnas K-1 1000 m | 3:35.708 | 4 QS      | 3:35.349  | 7         | Gick inte vidare | Gick inte vidare |
| Anatoli Tisjtjenko Vladimir Grusjichin | Herrarnas K-2 500 m  | 1:30.761 | 3 QS      | 1:31.786  | 2 QF      | 1:31.048         | 9                |
| Anatoli Tisjtjenko Vladimir Grusjichin | Herrarnas K-2 1000 m | 3:22.332 | 8 QS      | 3:14.089  | 5         | Gick inte vidare | Gick inte vidare |

## Konstsim
| Anastasija Davydova Anastasija Jermakova | Damernas duett      | 49.417 | 1 | 49.584 | 1 | 99.001 | 1 Q | 49.917 | 1 | 99.334 |  |
| Jelena Azarova Olga Brusnikina Anastasija Davydova Anastasija Jermakova Marija Gromova Marija Kiseljova Olga Novoksjtjenova Anna Sjorina Elvira Chasjanova | Damernas lagtävling | 49.667 | 1 |        |   |        |     | 49.834 | 1 | 99.501 |  |

## Modern femkamp
| Idrottare         | Gren               | Skytte | Fäktning | Simning | Ridning | Löpning | Totalpoäng | Placering |
| ----------------- | ------------------ | ------ | -------- | ------- | ------- | ------- | ---------- | --------- |
| Herrarnas tävling | Andrej Moiseev     | 1036   | 1000     | 1376    | 1032    | 1036    | 5480       |           |
| Herrarnas tävling | Rustem Sabirchuzin | 1156   | 888      | 1216    | 908     | 1084    | 5252       | 10        |
| Damernas tävling  | Tatiana Mouratova  | 1024   | 804      | 1240    | 820     | 992     | 4880       | 27        |
| Damernas tävling  | Olesja Velitjko    | 1048   | 776      | 1064    | 1060    | 1068    | 5016       | 17        |

## Ridsport

### Dressyr
| Idrottare          | Häst    | Gren                | Grand Prix | Grand Prix | Grand Prix Special | Grand Prix Special | Grand Prix Fristil | Grand Prix Fristil | Totalt           | Totalt           |
| Idrottare          | Häst    | Gren                | Poäng      | Placering  | Poäng              | Placering          | Poäng              | Placering          | Poäng            | Placering        |
| ------------------ | ------- | ------------------- | ---------- | ---------- | ------------------ | ------------------ | ------------------ | ------------------ | ---------------- | ---------------- |
| Alexandra Korelova | Balagur | Individuell dressyr | 68,250     | 23 Q       | 67,085             | 23                 | Gick inte vidare   | Gick inte vidare   | Gick inte vidare | Gick inte vidare |
| Elena Sidneva      | Condor  | Individuell dressyr | 66,583     | 31         | Gick inte vidare   | Gick inte vidare   | Gick inte vidare   | Gick inte vidare   | Gick inte vidare | Gick inte vidare |

### Hoppning
| Ryttare          | Häst        | Gren                 | Kval     | Kval      | Kval     | Kval     | Kval      | Kval     | Kval     | Kval      | Final    | Final     | Final            | Final            | Final            | Totalt           | Totalt           |
| Ryttare          | Häst        | Gren                 | Omgång 1 | Omgång 1  | Omgång 2 | Omgång 2 | Omgång 2  | Omgång 3 | Omgång 3 | Omgång 3  | Omgång A | Omgång A  | Omgång B         | Omgång B         | Omgång B         | Totalt           | Totalt           |
| Ryttare          | Häst        | Gren                 | Straff   | Placering | Straff   | Totalt   | Placering | Straff   | Totalt   | Placering | Straff   | Placering | Straff           | Totalt           | Placering        | Straff           | Placering        |
| ---------------- | ----------- | -------------------- | -------- | --------- | -------- | -------- | --------- | -------- | -------- | --------- | -------- | --------- | ---------------- | ---------------- | ---------------- | ---------------- | ---------------- |
| Vladimir Tuganov | Leroy Brown | Individuell hoppning | 15       | 68        | 8        | 23       | =52 Q     | 9        | 32       | 46 Q      | 13       | 35        | Gick inte vidare | Gick inte vidare | Gick inte vidare | Gick inte vidare | Gick inte vidare |

## Rodd
Herrar
| Idrottare                                                                  | Gren                        | Heat    | Heat      | Återkval | Återkval  | Semifinal | Semifinal | Final   | Final     | Final |
| Idrottare                                                                  | Gren                        | Tid     | Placering | Tid      | Placering | Tid       | Placering | Tid     | Placering |       |
| -------------------------------------------------------------------------- | --------------------------- | ------- | --------- | -------- | --------- | --------- | --------- | ------- | --------- | ----- |
| Aleksandr Litvintjev Sergej Matjejev Vladimir Volodenkov Jevgenij Zjigulin | Fyra utan styrman           | 6:36,93 | 4 R       | 5:56,94  | 1 SA/B    | 6:02,26   | 5 FB      | 5:53,58 | 11        |       |
| Sergei Fedorovtsev Igor Kravtsov Nikolai Spinev Aleksei Svirin             | Scullerfyra                 | 5:43,77 | 2 SA/B    | BYE      | BYE       | 5:44,08   | 2 FA      | 5:56,85 | 1         |       |
| Sergej Bukrejev Valerij Sarytjev Aleksandr Savkin Aleksandr Zjuzin         | Lättvikts-fyra utan styrman | 5:55,67 | 4 R       | 5:52,87  | 1 SA/B    | 5:59,75   | 4 FB      | 6:20,64 | 8         |       |

Damer
| Idrottare                                                 | Gren          | Heat    | Heat      | Återkval | Återkval  | Semifinal | Semifinal | Final   | Final     | Final |
| Idrottare                                                 | Gren          | Tid     | Placering | Tid      | Placering | Tid       | Placering | Tid     | Placering |       |
| --------------------------------------------------------- | ------------- | ------- | --------- | -------- | --------- | --------- | --------- | ------- | --------- | ----- |
| Irina Fedotova                                            | Singelsculler | 7:51,71 | 2 R       | 7:35,83  | 1 SA/B    | 7:45,43   | 4 FB      | 7:29,04 | 7         |       |
| Julija Kalinovskaya Olga Samulenkova                      | Dubbelsculler | 7:54,75 | 5 R       | 7:12,02  | 4 FB      | i.u.      | i.u.      | 7:02,25 | 10        |       |
| Oksana Dorodnova Julija Levina Larisa Merk Anna Sergejeva | Scullerfyra   | 6:17,72 | 2 R       | 6:23,13  | 1 FA      | i.u.      | i.u.      | 6:36,49 | 4         |       |

## Segling
Herrar
| Seglare                          | Gren      | Lopp | Lopp | Lopp | Lopp | Lopp | Lopp | Lopp | Lopp | Lopp | Lopp | Lopp | Summerad poäng | Finalplacering |
| Seglare                          | Gren      | 1    | 2    | 3    | 4    | 5    | 6    | 7    | 8    | 9    | 10   | M*   | Summerad poäng | Finalplacering |
| -------------------------------- | --------- | ---- | ---- | ---- | ---- | ---- | ---- | ---- | ---- | ---- | ---- | ---- | -------------- | -------------- |
| Vladimir Moisejev                | Mistral   | 32   | 29   | 30   | 27   | 26   | 12   | 23   | 23   | 28   | 30   | 24   | 252            | 29             |
| Vladimir Krutskich               | Finnjolle | 23   | 22   | 22   | 21   | 10   | 23   | 16   | 22   | 6    | 23   | 8    | 173            | 21             |
| Dmitry Berezkin Michail Krutikov | 470       | 8    | 17   | 26   | 17   | 18   | 21   | 16   | 6    | 14   | 14   | 1    | 132            | 17             |

M = Medaljlopp; EL = Eliminerad – gick inte vidare till medaljloppet;
Damer
| Seglare                                            | Gren        | Lopp | Lopp | Lopp | Lopp | Lopp | Lopp | Lopp | Lopp | Lopp | Lopp | Lopp | Summerad poäng | Finalplacering |
| Seglare                                            | Gren        | 1    | 2    | 3    | 4    | 5    | 6    | 7    | 8    | 9    | 10   | M*   | Summerad poäng | Finalplacering |
| -------------------------------------------------- | ----------- | ---- | ---- | ---- | ---- | ---- | ---- | ---- | ---- | ---- | ---- | ---- | -------------- | -------------- |
| Natalia Ivanova                                    | Europajolle | 17   | 22   | 23   | 24   | 25   | 9    | 24   | 17   | 21   | 25   | 22   | 204            | 25             |
| Natalia Gaponovitj Vlada Ilienko                   | 470         | 7    | 6    | 12   | 8    | 14   | 17   | 13   | 11   | 11   | 4    | 8    | 94             | 8              |
| Diana Krutskich Tatiana Lartseva Ekaterina Skudina | Yngling     | 6    | 5    | 11   | 17   | 14   | 4    | 13   | 1    | 10   | 12   | 3    | 79             | 8              |

M = Medaljlopp; EL = Eliminerad – gick inte vidare till medaljloppet;
Öppen
| Seglare                       | Gren    | Lopp | Lopp | Lopp | Lopp | Lopp | Lopp | Lopp | Lopp | Lopp | Lopp | Lopp | Summerad poäng | Finalplacering |
| Seglare                       | Gren    | 1    | 2    | 3    | 4    | 5    | 6    | 7    | 8    | 9    | 10   | M*   | Summerad poäng | Finalplacering |
| ----------------------------- | ------- | ---- | ---- | ---- | ---- | ---- | ---- | ---- | ---- | ---- | ---- | ---- | -------------- | -------------- |
| Maksim Semerchanov            | Laser   | 34   | 33   | 29   | 16   | 13   | 30   | 22   | 37   | 31   | 22   | 5    | 235            | 26             |
| Andrej Kirilyuk Valery Usjkov | Tornado | 15   | 13   | 5    | 10   | 3    | 1    | 7    | 11   | 3    | 17   | 8    | 76             | 9              |

M = Medaljlopp; EL = Eliminerad – gick inte vidare till medaljloppet;

## Simhopp
Herrar
| Idrottare                         | Gren             | Kval   | Kval      | Semifinal | Semifinal | Final            | Final            |
| Idrottare                         | Gren             | Poäng  | Placering | Poäng     | Placering | Poäng            | Placering        |
| --------------------------------- | ---------------- | ------ | --------- | --------- | --------- | ---------------- | ---------------- |
| Aleksandr Dobroskok               | 3 m              | 489,75 | 3 Q       | 717,84    | 3 Q       | 697,29           | 7                |
| Dmitri Sautin                     | 3 m              | 450,06 | 6 Q       | 706,44    | 4 Q       | 753,27           | 3                |
| Aleksandr Dobroskok               | 10 m             | 445,68 | 8 Q       | 635,55    | 8 Q       | 622,23           | 11               |
| Gleb Galperin                     | 10 m             | 427,68 | 13 Q      | 607,62    | 13        | Gick inte vidare | Gick inte vidare |
| Aleksandr Dobroskok Dmitri Sautin | 3 m parhoppning  | i.u.   | i.u.      | i.u.      | i.u.      | 312,24           | 7                |
| Dmitrij Dobroskok Gleb Galperin   | 10 m parhoppning | i.u.   | i.u.      | i.u.      | i.u.      | 348,60           | 6                |

Damer
| Idrottare                          | Gren             | Kval   | Kval      | Semifinal        | Semifinal        | Final            | Final            |
| Idrottare                          | Gren             | Poäng  | Placering | Poäng            | Placering        | Poäng            | Placering        |
| ---------------------------------- | ---------------- | ------ | --------- | ---------------- | ---------------- | ---------------- | ---------------- |
| Vera Iljina                        | 3 m              | 311,97 | 4 Q       | 537,87           | 7 Q              | 589,11           | 4                |
| Julija Pachalina                   | 3 m              | 347,04 | 1 Q       | 584,46           | 1 Q              | 610,62           | 3                |
| Julia Koltunova                    | 10 m             | 257,55 | 27        | Gick inte vidare | Gick inte vidare | Gick inte vidare | Gick inte vidare |
| Svetlana Timosjinina               | 10 m             | 289,68 | 19        | Gick inte vidare | Gick inte vidare | Gick inte vidare | Gick inte vidare |
| Vera Iljina Julija Pachalina       | 3 m parhoppning  | i.u.   | i.u.      | i.u.             | i.u.             | 330,84           | 2                |
| Natalia Gontjarova Julia Koltunova | 10 m parhoppning | i.u.   | i.u.      | i.u.             | i.u.             | 340,92           | 2                |

## Taekwondo
| Idrottare           | Gren             | Åttondelsfinaler      | Kvartsfinaler        | Semifinaer           | Återkval             | Bronsmatch           | Final                | Final            |
| Idrottare           | Gren             | Motståndare Resultat  | Motståndare Resultat | Motståndare Resultat | Motståndare Resultat | Motståndare Resultat | Motståndare Resultat | Placering        |
| ------------------- | ---------------- | --------------------- | -------------------- | -------------------- | -------------------- | -------------------- | -------------------- | ---------------- |
| Sejfula Magomedov   | Herrarnas −58 kg | Nguyen (VIE) L 10–12  | Gick inte vidare     | Gick inte vidare     | Gick inte vidare     | Gick inte vidare     | Gick inte vidare     | Gick inte vidare |
| Margarita Mkrttjjan | Damernas −57 kg  | Abdallah (USA) L 9–16 | Gick inte vidare     | Gick inte vidare     | Corsi (ITA) L 2–5    | Gick inte vidare     | Gick inte vidare     | 7                |

## Tennis
Herrar
| Spelare                        | Gren       | Omgång 1                                  | Omgång 2                               | Åttondelsfinaler                 | Kvartsfinaler         | Semifinaler       | Final / BM        | Final / BM       |
| Spelare                        | Gren       | Motståndare Poäng                         | Motståndare Poäng                      | Motståndare Poäng                | Motståndare Poäng     | Motståndare Poäng | Motståndare Poäng | Placering        |
| ------------------------------ | ---------- | ----------------------------------------- | -------------------------------------- | -------------------------------- | --------------------- | ----------------- | ----------------- | ---------------- |
| Igor Andreev                   | Herrsingel | Schüttler (GER) W 6–7(5–7), 7–6(7–2), 6–3 | Calleri (ARG) W RET                    | Massú (CHI) L 3–6, 7–6(7–4), 4–6 | Gick inte vidare      | Gick inte vidare  | Gick inte vidare  | Gick inte vidare |
| Nikolaj Davydenko              | Herrsingel | Federer (SUI) L 3–6, 7–5, 1–6             | Gick inte vidare                       | Gick inte vidare                 | Gick inte vidare      | Gick inte vidare  | Gick inte vidare  | Gick inte vidare |
| Marat Safin                    | Herrsingel | Kučera (SVK) W 6–0, 6–4                   | López (ESP) L 6–7(4–7), 3–6            | Gick inte vidare                 | Gick inte vidare      | Gick inte vidare  | Gick inte vidare  | Gick inte vidare |
| Michail Jouzjnj                | Herrsingel | Malisse (BEL) W 6–2, 6–2                  | Novák (CZE) W 6–4, 6–3                 | Kiefer (GER) W 6–2, 3–6, 6–2     | Fish (USA) L 3–6, 4–6 | Gick inte vidare  | Gick inte vidare  | Gick inte vidare |
| Igor Andreev Nikolaj Davydenko | Herrdubbel | i.u.                                      | Chela / Zabaleta (ARG) W 3–6, 6–3, 6–4 | Erlich / Ram (ISR) L 4–6, 1–6    | Gick inte vidare      | Gick inte vidare  | Gick inte vidare  | Gick inte vidare |
| Marat Safin Michail Jouzjnj    | Herrdubbel | i.u.                                      | B Bryan / M Bryan (USA) L 1–6, 2–6     | Gick inte vidare                 | Gick inte vidare      | Gick inte vidare  | Gick inte vidare  | Gick inte vidare |

Damer
| Spelare                               | Gren      | Omgång 1                    | Omgång 2                                 | Åttondelsfinaler                          | Kvartsfinaler                       | Semifinaler                          | Final / BM             | Final / BM       |
| Spelare                               | Gren      | Motståndare Poäng           | Motståndare Poäng                        | Motståndare Poäng                         | Motståndare Poäng                   | Motståndare Poäng                    | Motståndare Poäng      | Placering        |
| ------------------------------------- | --------- | --------------------------- | ---------------------------------------- | ----------------------------------------- | ----------------------------------- | ------------------------------------ | ---------------------- | ---------------- |
| Elena Dementieva                      | Damsingel | Molik (AUS) L 6–4, 0–6, 4–6 | Gick inte vidare                         | Gick inte vidare                          | Gick inte vidare                    | Gick inte vidare                     | Gick inte vidare       | Gick inte vidare |
| Svetlana Kuznetsova                   | Damsingel | Díaz Oliva (ARG) W 6–3, 6–3 | Morigami (JPN) W 7–6(7–5), 6–2           | Schnyder (SUI) W 6–3, 6–3                 | Mauresmo (FRA) L 6–7(5–7), 6–4, 2–6 | Gick inte vidare                     | Gick inte vidare       | Gick inte vidare |
| Anastasia Myskina                     | Damsingel | Serna (ESP) W 6–0, 6–1      | Brandi (PUR) W 6–3, 3–6, 6–4             | Daniilidou (GRE) W 7–5, 6–4               | Schiavone (ITA) W 6–1, 6–2          | Henin-Hardenne (BEL) L 5–7, 7–5, 6–8 | Molik (AUS) L 3–6, 4–6 | 4                |
| Nadia Petrova                         | Damsingel | Suchá (SVK) W 6–3, 6–3      | Pierce (FRA) L 2–6, 1–6                  | Gick inte vidare                          | Gick inte vidare                    | Gick inte vidare                     | Gick inte vidare       | Gick inte vidare |
| Elena Dementieva Anastasia Myskina    | Damdubbel | i.u.                        | Asagoe / Sugiyama (JPN) L 7–5, 5–7, 3–6  | Gick inte vidare                          | Gick inte vidare                    | Gick inte vidare                     | Gick inte vidare       | Gick inte vidare |
| Svetlana Kuznetsova Elena Lichovtseva | Damdubbel | i.u.                        | Průšová / Strýcová (CZE) W 6–2, 3–6, 6–1 | Dechy / Testud (FRA) L 6–2, 6–7(5–7), 3–6 | Gick inte vidare                    | Gick inte vidare                     | Gick inte vidare       | Gick inte vidare |

## Triathlon
| Triathlet       | Gren                | Simning (1,5 km) | Trans 1 | Cykling (40 km) | Trans 2 | Löpning (10 km) | Total tid       | Placering       |
| --------------- | ------------------- | ---------------- | ------- | --------------- | ------- | --------------- | --------------- | --------------- |
| Igor Sjsoev     | Herrarnas triathlon | 18:00            | 0:21    | 1:02:55         | 0:22    | 32:56           | 1:53:51,37      | 15              |
| Nina Anisimova  | Damernas triathlon  | 19:41            | 0:22    | 1:16:42         | 0:30    | Fullföljde inte | Fullföljde inte | Fullföljde inte |
| Olga Generalova | Damernas triathlon  | 19:48            | 0:20    | 1:10:41         | 0:26    | 41:19           | 2:11:48,06      | 31              |